# Ellipteroides (Protogonomyia) alomatus
Ellipteroides (Protogonomyia) alomatus is een tweevleugelige uit de familie steltmuggen (Limoniidae). De soort komt voor in het Oriëntaals gebied.